# Projet Ara
 (avril 2015).
Si vous disposez d'ouvrages ou d'articles de référence ou si vous connaissez des sites web de qualité traitant du thème abordé ici, merci de compléter l'article en donnant les références utiles à sa vérifiabilité et en les liant à la section « Notes et références ».
Le projet Ara visait à produire des smartphones modulaires, mobiles multifonctions composés de modules (blocs) amovibles ayant chacun une fonction particulière (appareil photo numérique, écran, processeur…).
Les arguments mis en avant étaient qu'il s'agirait d'un appareil économique, écologique et personnalisable.
Concrètement, l'appareil devait se présenter sous la forme d'une coque pouvant recevoir différents modules. Trois tailles devaient être proposées (de 3 à 6 pouces) et les modules existeraient également en trois tailles différentes. Ce projet de  smartphones a été annulé le 2 septembre 2016 par Google.